# 何栋材
何栋材（1937年1月—2022年10月3日），男，广东佛山人，中国政治人物，曾任广播电影电视部副部长，第九、十届全国政协委员。

## 生平
曾就读于佛山市第一中学。1959年毕业于清华大学无线电工程系。1983年加入中国共产党。历任广东省广播事业局技术员、事业处副科长，广东省广播电视厅事业处副处长、总工程师。1986年至1993年，任广东省广播电视厅副厅长、党组书记。1993年2月至1997年10月，任广播电影电视部副部长。1998年，当选第九届全国政协委员。同年任国务院首批稽查特派员。2003年，当选第十届全国政协委员。2022年10月3日18时20分在广州逝世。

## 社会兼职
- 中国发展战略学研究会文化战略委员会顾问（1993年6月）
- 中国广告协会第四届理事会顾问（1994年12月－2008年1月）
- 北京广播学院董事会董事长（1994年7月）[7]
- 中华人民共和国广播电影电视部第五届科学技术委员会主任（1996年－1998年4月）
- 国务院信息化工作领导小组成员（1996年4月－1998年）[8]
- 中国广播电视学会副会长
- 国家广播电影电视总局高级顾问
- 中国电子学会第八届广播电视技术分会顾问
- 国家信息化专家咨询委员会委员（2002年－2010年）
- 深圳市同洲电子股份有限公司独立董事（2004年3月－2007年3月）
- 茅以升科技教育基金会委员会副主任

## 外交
1996年4月23日，何栋材访问马里，受到马里总理凯塔的接见并签署了中国向马里租用短波广播发射设备议定书。1997年5月6日至11日，何栋材率中国广播电视代表团访问古巴，和古巴邮电部副部长奥尔兰多分别代表中国广播电影电视部和古巴邮电部签署了《中华人民共和国广播电影电视部和古巴共和国邮电部关于古巴向中国提供短波广播转播服务的协议》。